# Форт Геј (Западна Вирџинија)
Форт Геј (енгл. Fort Gay) град је у америчкој савезној држави Западна Вирџинија.

## Демографија
По попису из 2010. године број становника је 705, што је 114 (-13,9%) становника мање него 2000. године.
| Група             | 2000.       | 2010.       |
| Белци             | 808 (98,7%) | 680 (96,5%) |
| Афроамериканци    | 0 (0,0%)    | 0 (0,0%)    |
| Азијати           | 4 (0,5%)    | 2 (0,3%)    |
| Хиспаноамериканци | 0 (0,0%)    | 4 (0,6%)    |
| Укупно            | 819         | 705         |